# 米哈伊尔·别雷
米哈伊尔·乌里扬诺维奇·别雷（俄語：Михаи́л Улья́нович Бе́лый，1922年11月12日—2001年8月5日），乌克兰人，苏联科学家，党和国家领导人，理学博士，教授。曾任基辅大学物理系、光学系主任，基辅大学校长，乌克兰苏维埃社会主义共和国最高苏维埃主席等职务。

## 生平
- 1922年11月12日出生于切尔尼戈夫省莫斯卡利村的一个农民家庭。
- 1940年-1945年，苏联红军服役，参加苏德战争。在战争中曾受重伤。
- 1945年-1948年，基辅大学物理系学习。
- 1948年-1951年，基辅大学研究生院学习。1951年加入联共（布）。
- 1951年-1962年，基辅大学物理系讲师，高级讲师，副教授。1956年获理学博士候选人资格和副教授职称。
- 1962年-1970年，基辅大学理学院院长。1964年获理学博士学位。1965年获教授职称。1969年当选乌克兰苏维埃社会主义共和国科学院通讯院士。
- 1963年-1993年，基辅大学物理系，光学系主任。

期间：

1970年-1985年，基辅大学校长。

1972年6月-1980年3月，乌克兰苏维埃社会主义共和国最高苏维埃主席。
- 1993年起退休。
- 2001年8月5日于基辅逝世，享年78岁。葬于拜科夫公墓。

别雷是苏共24-25大代表；第8-10届乌克兰苏维埃社会主义共和国最高苏维埃代表。

## 功绩
作为科学家，别雷开发了一种对配合物（电解质溶液中的重金属离子）组成进行分光光度研究的独创方法，以及一种将电解质溶液转化为玻璃态的技术，这使得在许多活化的溶液中发现发光成为可能 通过重金属离子，并开发高灵敏度的发光分析方法。 创建了一个科学学校来研究由重金属激活的溶液和晶体的光谱和发光特性。
别雷开创了新的有效的发光实验研究方法。证明了中心类汞离子与卤离子之间存在一种新型化学键。研究了强激光辐射与活化介质的非线性相互作用过程。针对多种溶液和玻璃，建立和研究了诱导吸收、发光的光猝灭、双光子发光，并研究了研究对象在量子电子学中的应用可能性。合成了记录信息的新材料。
他创建了一个基础实验室。在他的领导下开展了金属光学领域的重点科学研究。重点研究非晶态金属的光学性质和金属表层二次谐波的产生过程。
别雷致力于研究毫米范围的电磁辐射对人体的影响。在他创建的“早期医学诊断的物理方法”实验室中，进行了非热强度毫米范围内的电磁辐射对人体功能状态的选择性影响的研究。实验证明了电磁场对单个器官疾病进程的选择性影响的存在。今天，这种方法被广泛用于许多严重疾病的治疗和诊断。
别雷教授是一种新的无药物治疗方法的合著者，该方法正在人们的生活中实施，称为“微波共振疗法”。对脑瘫、胃溃疡等疾病的治疗有效率达80-90%。
别雷拥有三十多项发明专利并发表了350多篇科学论文。

## 荣誉
- 列宁勋章
- 一级卫国战争勋章
- 二级卫国战争勋章
- 劳动红旗勋章
- 各民族人民友谊勋章
- 荣誉勋章
- 乌克兰五级智者雅罗斯拉夫王子勋章
- 乌克兰苏维埃社会主义共和国荣誉科技工作者称号（1972）
- 德布勒森大学、莱比锡大学荣誉博士